# Klakksjorda
Klakksjorda est une localité du comté de Nordland, en Norvège.

## Géographie
Administrativement, Klakksjorda fait partie de la kommune de Bø.